# Funció quantil

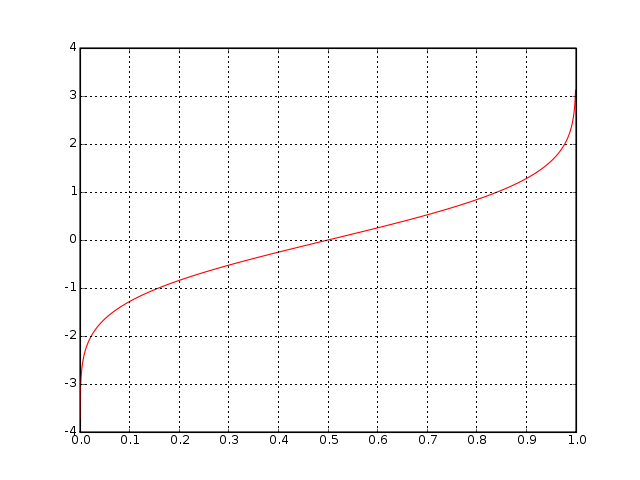
La funció de distribució acumulada (mostrada com a F(x)) dona els valors p en funció dels valors q. La funció quantil fa el contrari: dona els valors q en funció dels valors p. Tingueu en compte que la part de F(x) en vermell és un segment de línia horitzontal.

En probabilitat i estadístiques, la funció quantil, associada a una distribució de probabilitat d'una variable aleatòria, especifica el valor de la variable aleatòria de manera que la probabilitat que la variable sigui menor o igual a aquest valor sigui igual a la probabilitat donada. Intuïtivament, la funció quantil associa amb un rang a i per sota d'una entrada de probabilitat la probabilitat que una variable aleatòria es realitzi en aquest rang per a alguna distribució de probabilitat. També s'anomena funció percentil, funció de punt percentual o funció de distribució acumulada inversa.
En referència a una funció de distribució acumulada contínua i estrictament monòtona {\displaystyle F_{X}\colon \mathbb {R} \to [0,1]} d'una variable aleatòria X, la funció quantil {\displaystyle Q\colon [0,1]\to \mathbb {R} } retorna un valor llindar x per sota del qual els dibuixos aleatoris del cdf donat caurien el 100*p per cent del temps. En termes de la funció de distribució F, la funció quantil Q retorna el valor x tal que:
{\displaystyle F_{X}(x):=\Pr(X\leq x)=p\,}
que es pot escriure com a inversa de la fda:
{\displaystyle Q(p)=F_{X}^{-1}(p)\,.}

Exemple senzill:
Per exemple, la funció de distribució acumulada de Exponencial(λ) (és a dir intensitat λ i valor esperat (mitjana) 1/ λ) és
{\displaystyle F(x;\lambda )={\begin{cases}1-e^{-\lambda x}&x\geq 0,\\0&x<0.\end{cases}}}
La funció quantil per a Exponencial(λ) es deriva trobant el valor de Q per a la qual cosa {\displaystyle 1-e^{-\lambda Q}=p} :
{\displaystyle Q(p;\lambda )={\frac {-\ln(1-p)}{\lambda }}\!}